# Torre del Bierzo
Torre del Bierzo és un municipi de la província de Lleó, a la comunitat autònoma de Castella i Lleó.

## Demografia
| 1991 | 1996 | 2001 | 2004 |
| ---- | ---- | ---- | ---- |
| 3609 | 3399 | 2782 | 2736 |